# محمد بن مشاري آل معمر
محمد بن مشاري بن معمّر كان أوّل من حاول إقامة دولة في نجد، في أعقاب سقوط الدولة السعودية الأولى، وكان قد كوّن إمارة قصيرة العهد في الدرعية وما حولها، بعد أن أعاد ترميم الدرعية، حيث كان يملك أموالا طائلة. كان ابن معمّر ممن تركوا الدرعية بعد هدمها، وعاد إليها سنة 1234 هـ.
كان تكوين ابن معمّر للإمارة قد بدأ بعد رحيل إبراهيم باشا عن الدرعية. وحاول أن تكون الإمارة نجدية محلية تحت زعامة أسرة آل معمّر، وفي نفس الوقت تابعة للعثمانيين وواليهم محمد علي باشا. قُتِل ابن معمّر مع ابنه سنة 1236 هـ الموافقة لسنة 1820 على يد تركي بن عبد الله آل سعود بعد أن قام أتباع ابن معمّر بتسليم مشاري بن سعود للعثمانيين.